# Leogang
Leogang – gmina w Austrii, kraju związkowym Salzburg, w powiecie Zell am See. Na północy wznoszą się góry Leoganger Steinberge, z najwyższym szczytem - Birnhorn (2634 m), a na południe od Leogang znajdują się Alpy Kitzbühelskie, których najwyższy szczyt - Kreuzjoch osiąga 2558 m. Najbliżej położonym większym miastem jest Saalfelden am Steinernen Meer oddalone o około 6 km na południowy wschód.
Leogang jest ośrodkiem narciarstwa oraz kolarstwa górskiego. Regularnie odbywają się tu zawody Pucharu Świata w kolarstwie górskim, a w 2012 roku odbyły się tu 23. mistrzostwa świata w kolarstwie górskim.

## Galeria

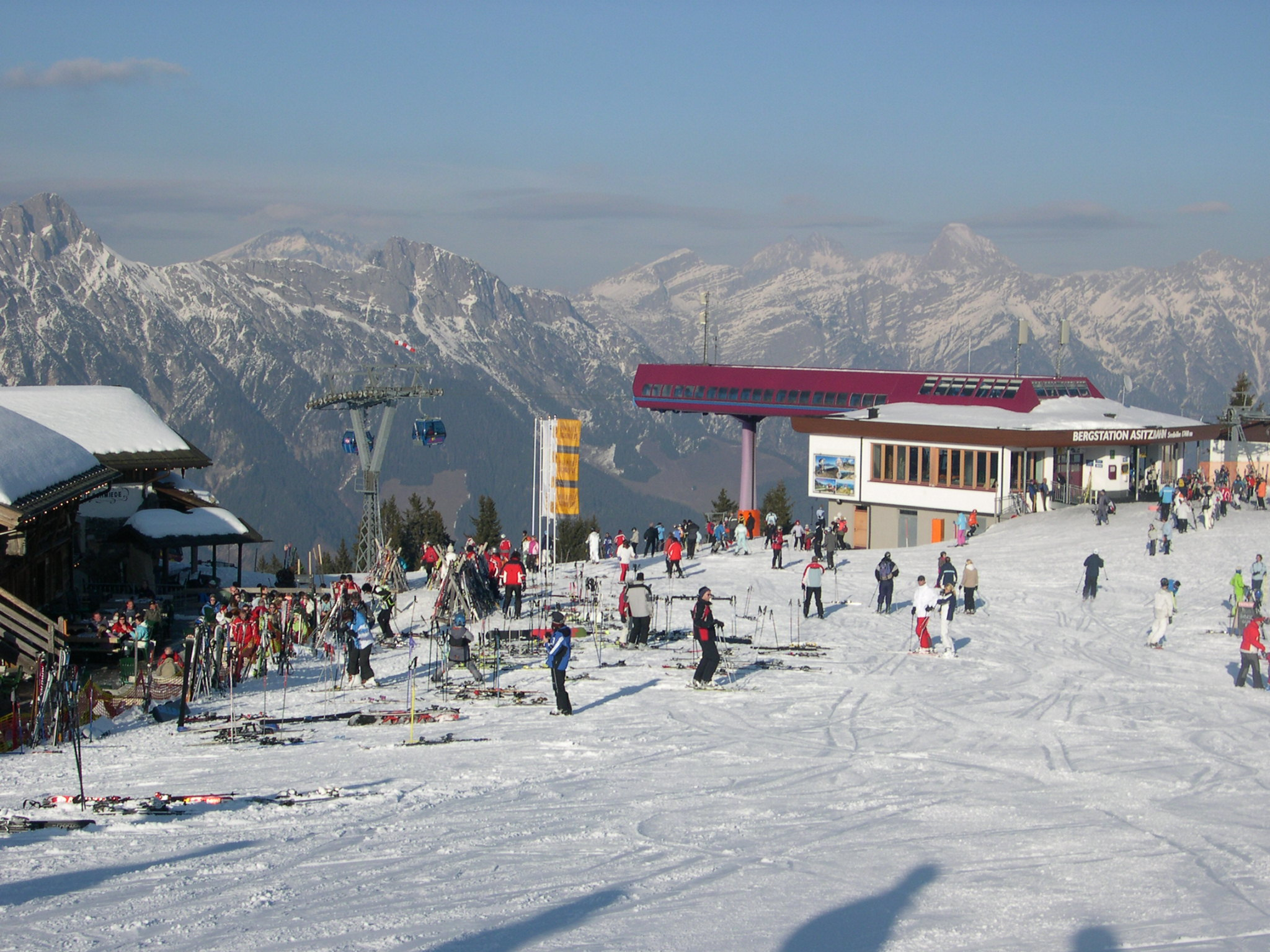
Stacja narciarska Asitzbahn
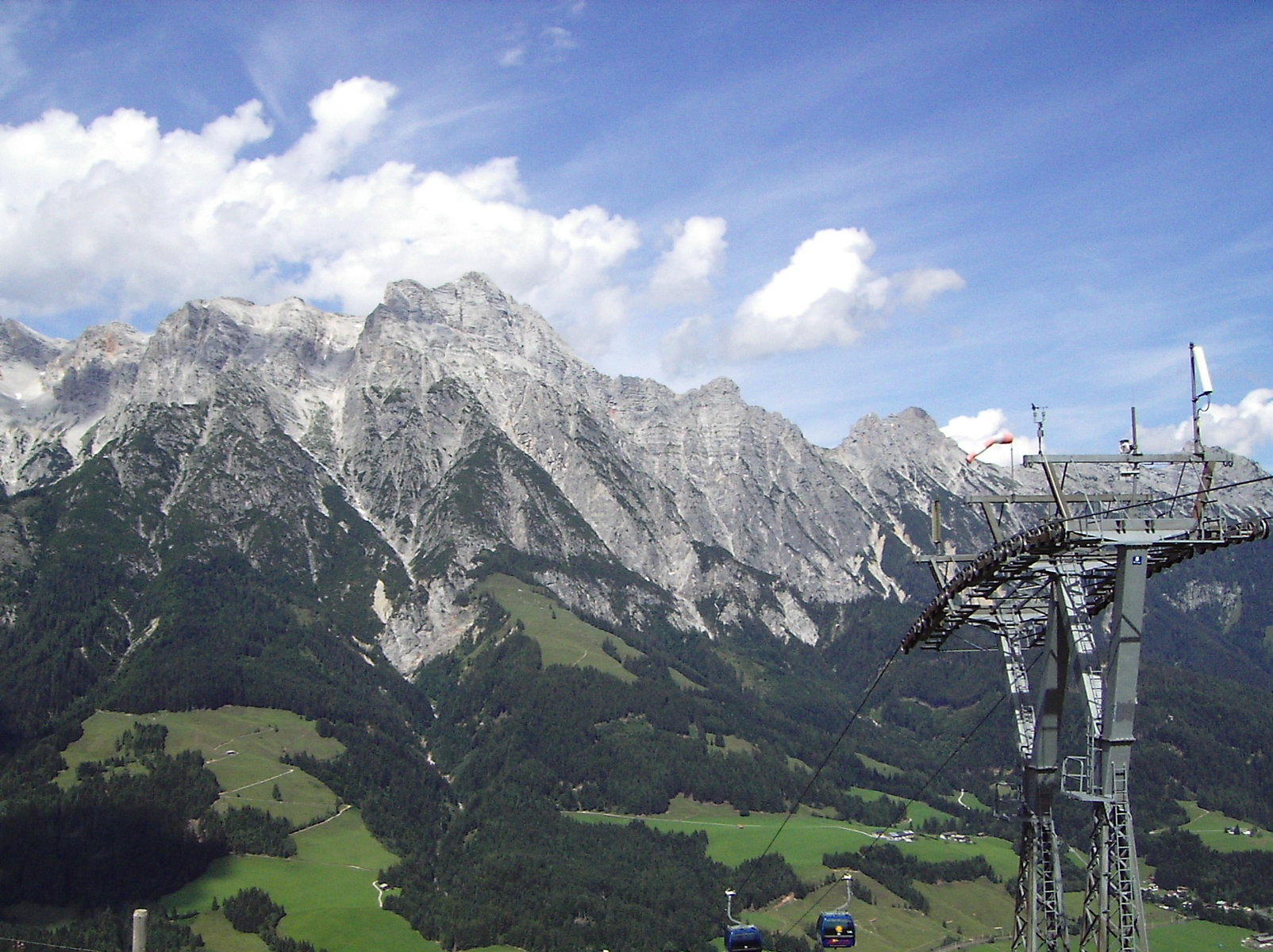
Widok z Asitzbahn na szczyty pasma Leoganger Steinberge